# 奧薩特蘭
奧薩特蘭（西班牙語：Ozatlán），是薩爾瓦多的城鎮，位於該國東南部，由烏蘇盧坦省負責管轄，面積50.22平方公里，海拔高度218米，2007年人口12,443，人口密度每平方公里247.77人。
13°23′N 88°30′W / 13.383°N 88.500°W